# Wincenty Wdowiszewski
Wincenty Wdowiszewski herbu Gryf (ur. 1827, zm. 21 marca 1887 w Krakowie) – polski działacz niepodległościowy, urzędnik.

## Życiorys
Urodził się w 1827. Był działaczem patriotycznym. Więzień stanu z 1848 (Wiosna Ludów na ziemiach polskich) i z 1863 (powstanie styczniowe).
Przez lata był zatrudniony w Magistracie Królewskiego Stołecznego Miasta Krakowa, gdzie od około 1870 pełnił funkcję sekwestratora miejskiego przy Magistracie Stołecznego Królewskiego Miasta Krakowa, od około 1872 w charakterze II klasy, a od około 1873 do około 1877 w randze I klasy. Następnie, od około 1877 do około 1883 pracował na stanowisku kancelisty II klasy. Potem, od około 1883 do końca życia sprawował posadę dyrektora archiwum miejskiego jako urzędu pomocniczego Magistratu.
Zmarł 21 marca 1887 w Krakowie w wieku 60 lat. Został pochowany na cmentarzu Rakowickim w Krakowie 23 marca 1887 (kwatera Z). Miał synów Wincentego Juliusza (1849/1850-1906, architekt, urzędnik, dyrektor wydziału budownictwa Magistratu w Krakowie), Jana (1853-1904, architekt, dyrektor Muzeum Techniczno-Przemysłowego w Krakowie).